# Kaszubskie Stowarzyszenie Promowania Sportów Konnych

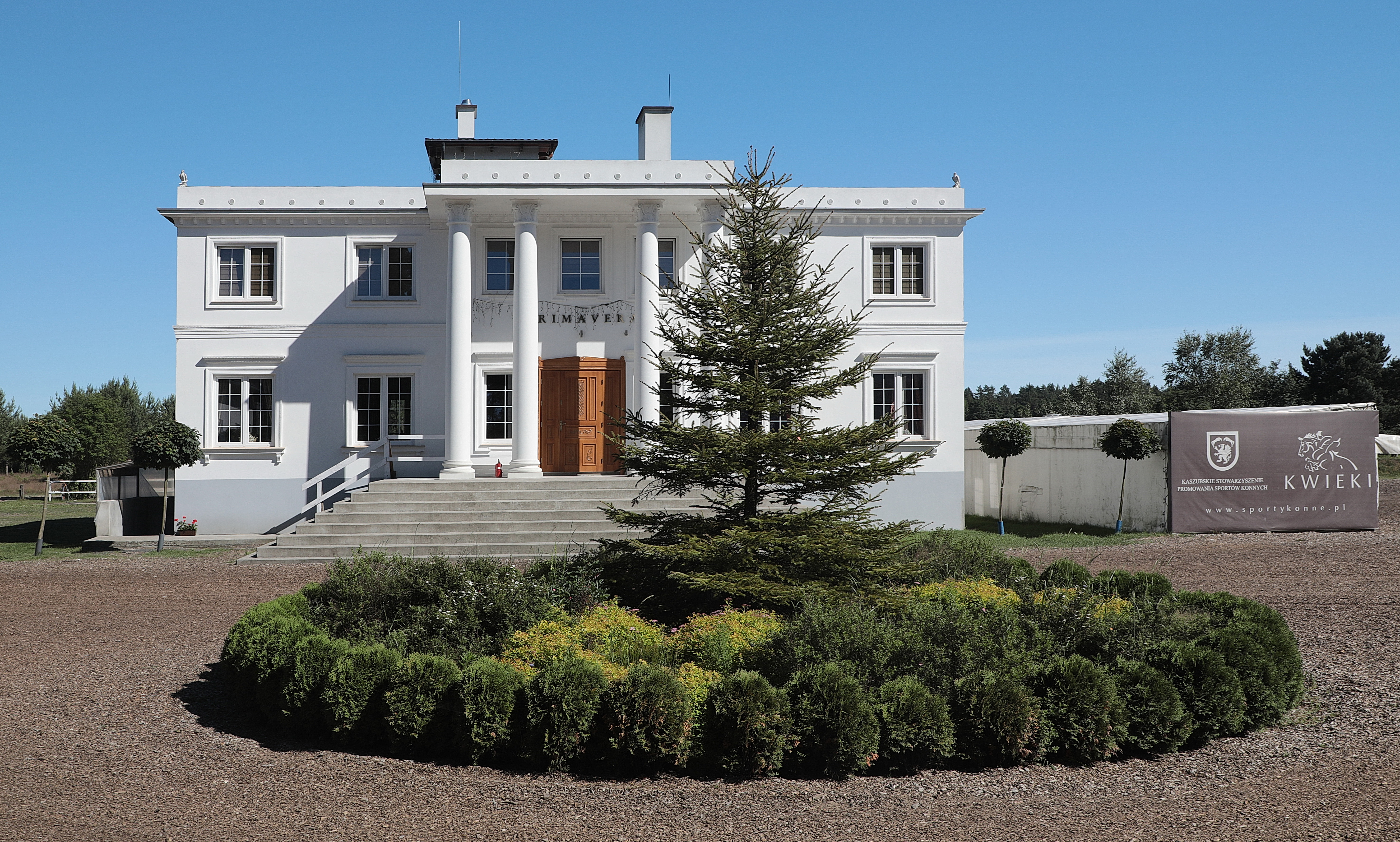
Jeden z budynków („Primavera”) na terenie Kaszubskiego Stowarzyszenia Promowania Sportów Konnych

Kaszubskie Stowarzyszenie Promowania Sportów Konnych (skrót KSPSK) – ogólnokrajowe stowarzyszenie, działające na terenie Rzeczypospolitej Polskiej, posiadające osobowość prawną.

## Powstanie
Pod koniec XX wieku z inicjatywy Rene Burakowskiego w powiecie chojnickim powstał Klub Jeździecki „Calimero”. Klub z sukcesami promował swoich zawodników w kraju i poza jego granicami. Po kilkunastu latach fundator postanowił poszerzyć działanie i wspomóc rozwój regionu w zakresie promocji sportów konnych. W styczniu 2012 oficjalnie zarejestrowano Kaszubskie Stowarzyszenie Promowania Sportów Konnych.

## Cele stowarzyszenia
- Rozbudowa i prowadzenie ośrodka jeździeckiego położonego w Kwiekach / Sienicy oraz organizacja hodowli koni oparta na podstawach naukowych dla osiągnięcia najwyższego poziomu.
- Promowanie hodowli konia w gospodarstwach agroturystycznych oraz wykorzystanie ich w turystyce konnej w kraju i za granicą.
- Promowanie sportów konnych, agroturystyki i rekreacji w Polsce i za granicą.
- Podtrzymywanie i upowszechnianie tradycji narodowej, pielęgnowanie jakości oraz rozwoju świadomości narodowej, obywatelskiej, kulturowej w zakresie sportów konnych, jeździectwa i hodowli koni.
- Szkolenie i dobór zwierząt dla potrzeb sportów konnych, turystyki konnej, agroturystyki i rekreacji.
- Podnoszenie kwalifikacji członków stowarzyszenia oraz osób współpracujących.
- Szkolenie, edukacja, oświata i wychowanie w zakresie sportów konnych, jeździectwa i hodowli koni.
- Działalność wspomagająca rozwój gospodarczy, w tym rozwój przedsiębiorczości w zakresie sportów konnych, jeździectwa i hodowli koni.
- Działalność wspomagająca rozwój techniki,innowacyjności oraz rozpowszechniania i wdrażania nowych rozwiązań technicznych w zakresie sportów konnych, jeździectwa i hodowli koni.
- Propagowanie, wspieranie oraz rozwój kultury fizycznej, w szczególności jeździectwa wśród dzieci i młodzieży.
- Pomoc młodzieży i dzieciom ze środowisk patologicznych oraz rodzin ubogich poprzez rozszerzenie ich zainteresowań, organizacje spotkań, obozów o tematyce jeździeckiej oraz aktywne angażowanie ich w działalności stowarzyszenia.
- Aktywizowanie osób starszych oraz nieaktywnych zawodowo, poprzez angażowanie ich w działalność stowarzyszenia.

## Zawody organizowane przez stowarzyszenie
Stowarzyszenie w latach 2012–2017 zorganizowało ponad 100 różnego rodzaju zawodów klasy ogólnopolskiej, jak i klasy międzynarodowej w tym między innymi: Eliminacje do Mistrzostw Świata Młodych Koni, Mistrzostwa Polski Amatorów i Zawodowców w Powożeniu Zaprzęgami, Mistrzostwa Polski Północnej, Mistrzostwa Polski Młodych Koni, Ogólnopolskie Olimpiady Młodzieży Młodych Koni, oraz zawody z cyklu Pucharu Polski w WKKW.
Zawody rozgrywane są w  podstawowych konkurencjach jeździeckich należących do dyscyplin olimpijskich, uznanych przez Międzynarodową Federację Jeździecką:
- S (Saut d'obstacles) – czyli skoki przez przeszkody
- C (Concours complet) – czyli wszechstronny konkurs konia wierzchowego (WKKW)
- D (Dressage) – czyli ujeżdżenie
- A (Attelage) – czyli powożenie

## Zawodnicy startujący w barwach stowarzyszenia
- Marcin Burakowski – 2012, 2017
- Leoni Retzlaff – 2012 – obecnie
- Bartłomiej Kwiatek – 2012
- Tomasz Miśkiewicz  – 2013 – obecnie. Udział w barwach klubowych w Mistrzostwach Świata Młodch Koni Lanaken (Belgia)[10]
- Kamil Rajnert WKKW – 2017 – obecnie

## Nagrody
- 2012 – Młyńskie Koło – Nagroda burmistrza Czerska[11]
- 2012 – Dokonania roku 2012 – Impreza Roku – Zawody Konne w Kwiekach – Promocja Regionu Chojnickiego
- 2015 – Dokonania roku 2015 – Impreza Roku – Rozpoczęcie sezonu sportów konnych, zawody ogólnopolskie w ujeżdżeniu w Kwiekach – Promocja Regionu Chojnickiego
- 2015 – Dokonania roku 2016 – Impreza Roku – Cykl imprez jeździeckich w Kwiekach – Promocja Regionu Chojnickiego